# Marie, Ltd.
Marie, Ltd. er en amerikansk stumfilm fra 1919 af Kenneth Webb.

## Medvirkende
- Alice Brady som Drina Hilliard
- Frank Losee som Lambert
- Leslie Austin som Blair Carson
- Gertrude Hillman som Marie Hilliard
- Josephine Whittell som Adelaide